# IC 4970
IC 4970 ist eine Linsenförmige Galaxie vom Hubble-Typ SB0a im Sternbild Pfau am Südsternhimmel. Sie ist schätzungsweise 206 Millionen Lichtjahre von der Milchstraße entfernt. Gemeinsam mit der wesentlich größeren Spiralgalaxie NGC 6872 bildet sie ein wechselwirkendes Galaxienpaar.

Im selben Himmelsareal befinden sich u. a. die Galaxien NGC 6876, IC 4967, IC 4971, IC 4972.
Das Objekt wurde am 21. September 1900 von dem US-amerikanischen Astronomen DeLisle Stewart entdeckt.